# Radio:Active
Radio:ACTIVE – czwarty album studyjny brytyjskiego zespołu muzycznego McFly wydany w 2008 roku. Płyta ukazała się w Wielkiej Brytanii 20 lipca 2008 roku z gazetą The Mail on Sunday i sprzedała się w ponad 300 tysiącach egzemplarzy. 1 września 2008 roku ukazała się rozszerzona wersja albumu pt. Deluxe Radio:Active. 22 lipca 2013 album otrzymał tytuł srebrnej płyty
Radio:ACTIVE to pierwsza płyta wydana przez SuperRecords, wytwórnię należącą do zespołu McFly.

## Utwory
1. Do ya (Fletcher, Jones, Poynter, Bourne)
2. Falling in love (Jones, Fletcher, Jason Perry)
3. Everybody knows (Fletcher, Jones, Poynter, Bourne)
4. Smile (Fletcher)
5. One for the Radio (Fletcher)
6. POV (Fletcher)
7. Corrupted (Fletcher, Lauren Christy, Graham Edwards, Scott Spock, Gary Clark)
8. The heart never lies (Fletcher)
9. Going Through The Motion (Fletcher, Jones, Poynter)
10. The last song (Fletcher, Jones, Poynter)

## Utwory (Deluxe Edition)
1. Lies (Fletcher, Jones, Poynter)
2. One for the Radio
3. Everybody knows
4. Do ya
5. Falling in love
6. POV
7. Corrupted
8. Smile
9. The End (Fletcher, Lauren Christy, Graham Edwards, Scott Spock, Gary Clark)
10. Going Through The Motion
11. Down Goes Another One
12. Only the Strong Survieve (Fletcher, Perry)
13. The last song